# Forgotten Hope
Forgotten Hope is een mod voor Battlefield 1942. De laatste versie is Forgotten Hope 2 voor Battlefield 2.
Deze mod is bedoeld om meer realisme in Battlefield 1942 en in Battlefield 2 te verwerken.
De mod breidt zich tot 50 meer nieuwe kaarten en 250 verschillende voertuigen uit.

## Kaarten
Er zijn verschillende kaarten voor deze mod.

### 1939
- Eastern Blitz- (Poland vs. Nazi Germany), v.66
- Fall Weiss- (Poland vs. Nazi Germany), v.65

### 1940
- Battle of Britain(d)- (Britain vs. Nazi Germany)
- Counterattack- (Frankrijk&Britain vs. Nazi Germany, v.66

### 1941
- Crete- (Britain vs. Nazi Germany),
- Rheinuebung- (Britain vs. Nazi Germany), v.65
- Invasion of the Philippines(d)- (Imperial Japan vs. United States)
- Wake Island(d)- (Imperial Japan vs. United States), v.65

### 1942
- Battle of Stalingrad- (Nazi Germany vs. Soviet Union)
- The Storm- (Nazi Germany vs. Soviet Union)
- Stalingrad(d)- (Nazi Germany vs. Soviet Union)
- Desert Rose- (Britain vs. Nazi Germany), v.65
- El Alamein(d)- (Britain vs. Nazi Germany)
- Gazala(d)- (Britain vs. Nazi Germany)
- Supercharge- (Britain vs. Nazi Germany), v.65
- Tobruk(d) - (Britain vs. Nazi Germany), (Australia vs. Italy) v.7
- Coral Sea(d)- (Imperial Japan vs. United States)
- Guadalcanal(d)- (Imperial Japan vs United States)
- Midway(d)- (Imperial Japan vs. United States)

### 1943
- Bombing the Reich- (Britain vs. Nazi Germany)
- Battle of Orel- (Nazi Germany vs. Soviet Union)
- Battle of Valirisk- (Nazi Germany vs. Soviet Union)
- Kharkov Outskirts- (Nazi Germany vs. Soviet Union), v.67
- Kharkov Winter(d)- (Nazi Germany vs. Soviet Union)
- Prokhorovka- (Nazi Germany vs. Soviet Union),
- Kasserine Pass- (Nazi Germany vs. United States), v.66
- Adak Island- (Imperial Japan vs. United States)
- Battle of Makin- (Imperial Japan vs. United States)
- Tarawa- (Imperial Japan vs. United States), v.66

### 1944
- Arnhem- (Britain vs. Nazi Germany)
- Battle of Foy- (Nazi Germany vs. United States), v.67
- Battle of the Bulge(d)- (Nazi Germany vs. United States)
- Bocage(d)- (Nazi Germany vs. United States)
- Breakthrough- (Britain vs Nazi Germany), v.6x
- Falaise Pocket- (Nazi Germany vs. United States), v.65
- Gold Beach- (Nazi Germany vs. Britain), v.65
- Operation Market Garden- (Nazi Germany vs. Britain)  (DICE conversion added in .66/7)
- Meuse River Line- (Nazi Germany vs. United States), v.67
- Omaha Beach Charlie Sector- (Nazi Germany vs. United States)
- Operation Goodwood- (Britain vs. Nazi Germany)
- Operation Nordwind- (Nazi Germany vs. United States)
- Sector 318- (Nazi Germany vs. United States), v.66
- Karelia- (Finland vs. Soviet Union) v.5x
- Zielona Góra- (Nazi Germany vs. Soviet Union)
- Battle Isle- (Imperial Japan vs. United States), v.66
- Saipan- (Imperial Japan vs. United States)
- Pegasus Bridge- (Nazi Germany vs. Great Britain) v.7

### 1945
- Operation Blackknight- (Britain vs. Nazi Germany), v.65
- Berlin(d)- (Nazi Germany vs. Soviet Union)  (DICE conversion added .6x)
- Seelow Heights- (Nazi Germany vs. Soviet Union), v.67
- Iwo Jima(d)- (Imperial Japan vs. United States)

### Fictional Maps
- Alpenfestung- (Nazi Germany vs. United States), v.65
- Ramelle Neuville- (Nazi Germany vs. United States), gebaseerd op Saving Private Ryan

### Old Version Maps
- Berlin Outskirts- (Nazi Germany vs. Soviet Union)
- Pavlov- (Nazi Germany vs. Soviet Union)
- Gaza- (Nazi Germany vs. Britain)

## Forgotten Hope: Secret Weapon
FHSW speelt zich af tijdens de Tweede Wereldoorlog. Naast gerealiseerde wapens, worden hier ook geheime wapens gebruikt zoals de Heinkel He 111Z "Zwilling" en de Landkreuzer P1000 "Ratte". Deze Mod heeft tegenover Forgotten Hope, nog meer mappen, wapens en effecten.

## Forgotten Hope 2
FH2 speelt zich in haar eerste release grotendeels af in Noord-Afrika er zijn tot nu toe twee kaarten die zich afspelen in Griekenland dat zijn de slag om Sfakia en de Duitse parachutisten aanval op Kreta. Forgotten Hope 2 haar eerste release is vrijgegeven op 14 december 2007. Haar eerste patch werd vrijgegeven op 16 mei 2008 waar twee kaarten werden vrijgegeven met enkele nieuwe voertuigen waaronder de "Tante Ju", een tractor en een fiets. Er zal nog 1 nieuwe patch uitkomen voor Noord-Afrika waarin het Italiaanse leger compleet wordt gemaakt en er in ieder geval 2 nieuwe kaarten worden toegevoegd. Ook zal de oude Lee-Enfield No.1 Mk III historisch bij de Britten worden ingezet tot de slag bij El Alamein dan zal de No.4 worden ingezet op de kaart en in de kaarten die zich afspelen in latere jaartallen. Er worden dan ook weer de oude stemmen uit Forgotten Hope 0.7 gebruikt zodat elke natie die in het spel gebracht wordt over voice commands beschikt. De volgende release is in ontwikkeling en zal als oorlogstheater Normandië (Frankrijk) in het jaar 1944 hebben. Dit zal een tijdsloop hebben van D-Day zelf tot de slag bij Falaise.